# 木下弥右衛門
木下 弥右衛門（きのした やえもん）は、戦国時代の人物で、太閤豊臣秀吉の実父であると推定される。（詳細は下記参照）
講談の種本である『真書太閤記』では中村 昌吉（なかむら まさよし）という名前で登場する。

## 人物
姓や出自などについては多くの説があり、実像は判然としていない。家臣であった竹中重門がしたためた秀吉の一代記『豊鑑』ですら「郷のあやしの民の子なれば。父母のなもたれかは志らむ。一族なども志かなり」とある。後世の史家は、苗字を持つ名主百姓であったとか、またはその逆に苗字を持たない最下層の貧民だったのではないかとか、下層農民、あるいは大工や鍛冶師などの技術者集団、それに関連する針売り商人、木地師、漂流民の山窩（広義的な傀儡子）の出身など、さまざまな説を主張している。
江戸時代に纏められた『尾張群書系図部集』や『尾陽雑記』、国学者天野信景の『塩尻』では、その先祖を近江国浅井郡草野郷に生まれた比叡山還俗僧・中村国吉（昌盛法師）として、その子孫（孫）で織田達勝に仕えた中村吉高の子昌吉が秀吉の父であるとしている。ただしこれは、従来より日吉山王権現との関係が指摘されており、伝説との混濁がみられた。
秀吉自身も、実父の名は抹消しようとしており、大村由己に命じて書かせた『天正記』の中で皇胤説を匂わせさせて関白宣下の際に政治利用しているが、実父については言及した文書が存在しない。また『塩尻』でも、眼科の名医・福阿弥という者が（公卿の）子を胎んだ官女を下賜されて、後に弥助と名を変えて尾張中村に引き取ったとして、似通った落胤説が書かれている。これは、神格化が始まる前、秀吉存命時より、日輪受胎伝説と呼ばれる太閤伝説の創作が始まっていて、秀吉自身が（諸外国に向けて）「日輪の子」であると言い出した文禄2年（1593年）を境に、実父の存在はすでにタブーとなっていたからで、天皇落胤説や公卿落胤説、中国の西夏王の子孫説なども、明らかな虚構であったが、意図して吹聴された形跡がある。
木下弥右衛門が、通説として秀吉の父であると受け入れられている存在であるのは『太閤素生記』における以下の記述が元になっている。
これにより秀吉の父について、尾張国中村（中々村）生まれで、織田家の足軽、あるいは雑兵であったが、ある合戦において負傷したために（片足が不虞になって）勤務を辞めて、故郷で帰農したという人物像が描き出されてきた。ただし『太閤素生記』の記述には2つ問題があり、下士に過ぎない人物が姓を名乗っていたとは思われない点と鉄砲伝来以前であるのに鉄砲足軽であったとする点は、誤伝が含まれていることを示唆していたので、全面的に信頼できるものとはいえない。
さらに近年の歴史学の進展で、秀吉が生まれた頃の織田信秀は勝幡城におり、勝幡から中村は遠くその勢力が及んでいなかった点も新たな3つ目の問題点として提示されている。柴裕之は弥右衛門が実際に織田家の被官であったとしても、大和守家（当時の当主は織田達勝）に仕えていたのではないかとしている。
しかしそれでも、『甫庵太閤記』以外の説で出生に関するほとんど唯一の史料で、『明良洪範』などの他誌にも引用されていると考えられ、同記は中々村の代官・稲熊助右衛門の娘（著者土屋知貞の養母）から直接聞いたとされる聞書（ききがき）としての一定の史料価値は評価されている。

弥右衛門は、美濃の鍛冶・関兼貞（または関兼員）の娘とも、尾張国愛知郡御器所村の生まれともいう、なか（仲、大政所）を娶った。なかは、藤吉郎（豊臣秀吉）、とも（日秀、夫は三好吉房）、小一郎（秀長）、旭（朝日姫、徳川家康継室。駿河御前）を授かった。上記のように、弥右衛門の子は藤吉郎とともの2人だけで、通説では、小一郎・旭についてはなかの後夫の竹阿弥の子で異父姉弟であるとされるが、生没年に齟齬があり、『絵本太閤記』などでは弥助（弥右衛門）が剃髪して竹阿弥と号したという内容になるため、異説もある。
天文12年（1543年）1月2日、弥右衛門は、秀吉が7歳（または8歳）の時に死去した。戒名は妙雲院殿栄本虚儀。秀吉は母の大政所には生前に従一位、死後に准三后を追贈させたうえ、天瑞寺や青巌寺を建立して供養したが、前述のように秀吉は父親を抹消しようとしていたので、弥右衛門には官位の追贈は記録がなく、墓地を建てたことも判明していない。

## 関連史料
- 『太閤素生記』 - 幕臣の土屋知貞の著作
- 『豊鑑』 - 竹中重門の著作
- 『木下家譜』
- 『中興武家系図』
- 『塩尻 (書物)』
- 『尾陽雑記』